# جورك نصيب الله (مقاطعة تشرام)
جورك نصيب‌الله (بالفارسية: جورک نصیب‌الله) هي قرية تقع في قسم بشتة ذيلايي الريفي (مقاطعة تشرام) في إيران. يقدر عدد سكانها بـ 99 نسمة .